# Casatella trevigiana
La casatella trevigiana est un fromage frais à pâte molle, préparé avec du lait de vache pasteurisé, typique de la province de Trévise, reconnu avec une appellation d'origine protégée.

## Histoire
Le nom casatella dérive du terme casada, une expression dialectale de Trévise qui désigne les produits faits maison . La première preuve de l'existence de ce fromage remonte à 1700, précisément à la république de Venise, où les ménagères travaillaient le peu de lait disponible, surtout en hiver, lorsque le lait était plus gras et meilleur.

## Processus de production
Le lait est pasteurisé et acidifié, la coagulation se fait grâce à l'utilisation de présure de veau. Après extraction, les pâtes sont placées dans des moules cylindriques, qui sont ensuite transférés dans des salles de cuisson. Une fois le bon degré d'acidification atteint, il est salé, ce qui s'effectue dans une chaudière à sec ou en saumure. Le fromage obtenu est de forme cylindrique, avec une pâte brillante légèrement fouettée et une couleur blanc laiteux. La croûte est absente.

## Zone de production
Le casatella trevigiana est produit exclusivement dans la province de Trévise.

## Accords
Ce fromage peut être consommé seul, étalé sur du pain ou de la polenta, ou utilisé comme ingrédient dans des plats de viande et de poisson.